# Opere di Jože Plečnik a Lubiana
Opere di Jože Plečnik a Lubiana - progettazione urbana centrata sull'uomo è un sito patrimonio dell'umanità dell'UNESCO a Lubiana, in Slovenia, inserito nel 2021.

## Descrizione
Il sito comprende alcune delle opere più importanti dell'architetto sloveno Jože Plečnik a Lubiana. Nel periodo interbellico, Plečnik si adoperò per trasformare Lubiana da città di provincia a capitale della nazione slovena creando una serie di spazi pubblici e istituzioni pubbliche e integrandole nel tessuto urbano preesistente. I siti includono la chiesa di San Michele a Črna Vas e i seguenti siti a Lubiana: la passeggiata lungo gli argini del fiume Ljubljanica e i ponti che lo attraversano, la "passeggiata verde" (via Vega con la Biblioteca nazionale e universitaria, dalla piazza della Rivoluzione francese alla Piazza del Congresso e Star Park), il Ponte di Trnovo, le Mura romane a Mirje, la Chiesa di San Francesco d'Assisi e il Giardino di Ognissanti nel cimitero di Žale.

## Elenco dei siti
Il sito del patrimonio dell'umanità comprende sette delle opere di Plečnik:
| ID       | Nome                                                         | Coordinate            | Superficie    | Zona tampone |
| -------- | ------------------------------------------------------------ | --------------------- | ------------- | ------------ |
| 1643-001 | Ponte di Trnovo                                              | 46°02′36″N 14°30′08″E | Non nota      | Non nota     |
| 1643-002 | Passeggiata verde lungo via Vega                             | 46°02′52″N 14°30′12″E | Non nota      | Non nota     |
| 1643-003 | Passeggiata lungo gli argini e i ponti del fiume Ljubljanica | 46°02′56″N 14°30′20″E | 12,388 ettari | Non nota     |
| 1643-004 | Mura romane a Mirje                                          | 46°02′45″N 14°29′54″E | Non nota      | Non nota     |
| 1643-005 | Chiesa di San Michele                                        | 46°00′44″N 14°30′21″E | 0,281 ettari  | Non nota     |
| 1643-006 | Chiesa di San Francesco d'Assisi                             | 46°04′06″N 14°29′49″E | 1,079 ettari  | 30,23 ettari |
| 1643-007 | Žale di Plečnik – Giardino di Tutti i Santi                  | 46°04′03″N 14°31′43″E | 1,323 ettari  | Non nota     |